# Михайловка 2-я (Воронежская область)
Миха́йловка 2-я — село в Панинском районе Воронежской области России.
Входит в состав Дмитриевского сельского поселения.

## География
Село находится на берегах реки Ртищево.

### Часовой пояс
Село Михайловка 2-я, как и вся Воронежская область, находится в часовой зоне МСК (московское время). Смещение применяемого времени относительно UTC составляет +3:00.

## История
Село образовано в середине XVIII века под названием Ртищево. В 1859 году насчитывалось 11 дворов и 109 жителей. В 1900 году в селе было 99 дворов с населением 815 человек, действовали общественное здание, земская школа, две крупорушки, мелочная и винная лавки.

## Население
| 1859 | 1897 | 2000 | 2005 | 2010 |
| ---- | ---- | ---- | ---- | ---- |
| 394  | ↗734 | ↘254 | ↘210 | ↘162 |

## Улицы
- ул. Институт Связи,
- ул. Октябрьская,
- ул. Северная,
- ул. Школьная,
- ул. Южная.